# Thomas Krummwiede
Thomas Krummwiede (* 26. August 1958) ist ein ehemaliger deutscher Fußballspieler. Er spielte als Stürmer.
Krummwiede bestritt in der Saison 1981/82 ein Spiel für OSV Hannover in der 2. Bundesliga Nord: Am 40. Spieltag, als Hannover 0:5 beim SC Fortuna Köln verlor, wurde er in der 75. Minute beim Stand von 0:4 für Matthias Scheiba eingewechselt.
Diese Partie blieb Krummwiedes einziges Spiel in einer Profiliga. Am Saisonende belegte Hannover den 22. Tabellenplatz und stieg damit in die dritte Liga ab.